# クリスタルキンガ
クリスタルキンガ（CRYSTALKINGA）はenexc株式会社が2010年から販売しているポーランド産岩塩。商品名は岩塩の結晶がクリスタルのように透き通っていることに由来する。稀に淡紅色、青色の岩塩が採掘されるが、食用として流通するのは無色透明のもの。

## 概要
クリスタルキンガはポーランドの元国営クォダバ塩鉱から採掘される岩塩。岩塩層は2億5000万年前の地殻変動でZECHSTEIN（ツェヒシュタイン）海の堆積物が地層の圧力を受けながら長い年月をかけて形成されたもの。地殻変動の影響で岩塩層は比較的浅い場所に隆起し、鉱床は全長約63km、幅約4kmに及ぶ。ポーランドの岩塩採掘の歴史は古く、この他に世界最古の岩塩坑や地下礼拝堂のあるヴィエリチカ岩塩坑（世界遺産）があるがいずれも廃坑や商業採掘は中止となっている。

## 製造工程
クリスタルキンガの岩塩の製造工程は採掘、粉砕。クリスタルキンガ以外の多くの岩塩は岩塩層に水を注入して岩塩を一度溶解してからポンプでくみ上げ不純物を取り除いた後、水分を蒸発させて固結防止剤等が添加され、精製されている。もしくは採掘した後に洗浄される。この岩塩は世界的にもめずらしい程不純物が少なく溶解や洗浄の必要がないため、採掘したままの岩塩の結晶が粉砕されただけで添加物も添加されず製品となっている。ヨードも添加されていない。

## 成分
採掘、粉砕しただけの岩塩であるため、岩塩の成分がそのまま保たれている。イオウ成分を含まないため無臭。

原材料は岩塩のみ。

主要成分は以下。

| 成分                             | 含有率 |
| -------------------------------- | ------ |
| 塩化ナトリウム                   | 97.0%  |
| カルシウム                       | 0.6%   |
| マグネシウム                     | 0.1%   |
| 水分                             | 0.5%   |
| その他（鉄分、亜鉛、カリウム等） | 1.5%   |

## 品質
ヨーロッパ食品品質証を取得している。
- Certyfikat ISO 9001:2000, ISO 22000:2005, ISO9001:2008

品質保証を含んだ、顧客満足の向上を目指すための規格
- WIELKOPOLSKA JAKOŚĆ 2008 Certyfikat Europejskiego Systemu Nagród

ヴィェルコポルスカ品質証 2006 (ヨーロッパ表彰システム)
- Najlepsza Polska Jakość 2006

ポーランドベスト品質2006年
- Certyfikat Kultury Jakości - Wielkopolska Jakość 2006

ヴィェルコポルスカ品質証 2006
- Excellent European Quality Certificate 2003

ヨーロッパベスト品質証　2003